# 日本食品検査
一般財団法人日本食品検査（にほんしょくひんけんさ、Japan Foods Inspection Corporation、英文略称JFIC）は、食品・農水産物の検査・分析を行う検査機関。法令により義務づけられた検査の他、商社や食品メーカーなどからの依頼による自主的な検査・分析にも応じている。輸入食品等の命令検査・自主検査の試験体制と能力を基盤として、食品製造・加工施設等の衛生調査・監査、これらの業務に付随する試験及び食品事業者が必要とする試験、HACCP認証等のためのコンサルティング、食品事業者を対象とする各種セミナー・教育訓練等を、食品事業者に提供している。2017年（平成29年）5月1日に日本冷凍食品検査協会から名称変更するとともに、本部を東京都大田区平和島へ移転した。

## 主な業務
食品施設の衛生・品質調査
食品流通業・外食産業より依頼を受け、店舗・取引工場において、品質管理に関する監査などを行う。HACCPに関連する事業や商品検査、店舗衛生調査、工場調査・工場監査、冷凍食品検査事業（日本冷凍食品協会）などを行う。
食品安全コンサルティング・食品表示
表示チェックや表示作成、工場診断や品質・衛生に関する改善支援、食品安全や品質システムの整備、対米HACCP・EUHACCPの認証取得支援など、食品安全のトータルサポートを行う。
輸出・輸入食品検査
諸外国に輸出をする際、または諸外国から輸入をする際に必要とされる検査・試験の実施及び証明書の発行を行う。輸出水産食品（ロシア、ブラジル、オーストラリア、ナイジェリア、ウクライナ、インドネシア向　など）の検査や、食品衛生法に基づく輸入命令検査・輸入自主検査を行う。
試験と分析
あらゆる食品についてを試験・分析を行う。　実施項目；　微生物試験、栄養成分、機能性成分、食品添加物、天然有毒物質（カビ毒、貝毒）、食品汚染物質（重金属、PCBなど）、残留農薬・動物用医薬品、各種成分規格（清涼飲料水・乳等省令・冷凍食品・食肉製品など）、異物・異臭、放射性物質、アレルギー物質、遺伝子組換食品、種判別、ペットフード・飼料、器具・容器包装・おもちゃの規格、食品添加物の成分規格　など。
各種セミナーの開催
食品表示や品質管理、微生物検査技術、フードディフェンスなど、食品安全に関連する各種オープンセミナーを行う。
技能評価試験
細菌技能評価試験、放射能技能試験、中国国内における技能評価試験（細菌検査、残留農薬検査）などを行う。

## 省庁・公的機関からの認定
- JAS法の規定に基づく農林水産省登録認定機関
- 食品衛生法及び健康増進法の厚生労働省登録検査機関
- ISO/IEC 17025認定試験所（札幌検査所　仙台検査所　首都圏事業所　関西事業所）

## 検査所
- 本部・首都圏事業所 - 東京都大田区平和島4-1-23
- 札幌検査所 - 札幌市中央区北1条西21-3-17
- 仙台検査所 - 仙台市宮城野区高砂1-24-18
- 名古屋検査所 - 名古屋市熱田区神野町1-15
- 関西事業所 - 神戸市中央区港島南町3-2-6
- 福岡検査所 - 福岡市博多区博多駅南1-2-15

## 沿革
- 1949年 - 財団法人輸出冷凍水産物検査協会として設立
- 1952年 - 財団法人日本輸出冷凍水産物検査協会に名称変更
- 1959年 - 財団法人日本冷凍食品検査協会に名称変更
- 2014年 - 一般財団法人に移行
- 2017年 - 一般財団法人日本食品検査に名称変更